# TN身分狀態
TN身份（TN status或TN classification；“TN”来源于北美自由贸易协定）是美国外籍人士的一种特殊非移民身份，为加拿大公民或墨西哥公民提供快速的工作授权。它是由北美自由贸易协定的规定所创建的，该协定规定了三个成员国中的某些专业人士在其他成员国内进入和获得就业许可的简化程序。与TN身份相关的北美自由贸易协定的规定几乎未经修改地转移到了2020年取代北美自由贸易协定的美国-墨西哥-加拿大协定中。
拥有特定职业工作邀请并符合相关职业的最低教育要求的加拿大公民或墨西哥国民可以在美国工作，最长可长达三年。该身份理论上可以无限期地续签，尽管现实世界的复杂情况可能会限制外籍人士在该身份下成功获准进入美国的授权期数或总时长。
对于墨西哥国民来说，获得TN身份通常需要先在美国领事馆获得TN签证。相比之下，加拿大公民通常不需要在请求进入美国之前提前获得美国签证（有限的例外情况除外），他们通常只需在TN身份下寻求新的合法入境授权时，将相关文件直接提交给美国海关和边境保护局的官员。对于已经在美国且以其他身份保持合法移民身份的墨西哥国民和加拿大公民，也可以通过由美国雇主代表该拟议或现有雇员向政府递交TN身份申请的“变更身份”程序来获得TN身份。
加拿大对应的北美自由贸易协定工作许可证，适用于美国公民和墨西哥国民，有时也被非正式地称为TN身份或TN签证，尽管这个名称在技术上只是美国法律的一个产物。
在某些方面，TN身份与美国H-1B身份具有相似之处，但也有许多独特的特点。值得注意的是，H-1B身份允许“双重意图”获得在美国的永久居留权，而TN身份则不允许。因此，TN身份持有人可能会因为形成了通过调整状态（AOS）程序申请在美国的永久居留权的“移民意图”而变得不符合美国的移民福利资格（例如获得额外的TN入境授权期限（TN续签）、在离开美国后重新入境以完成TN授权期剩余的时间以及在TN身份下的“停留延期”）。此类意图通常会通过个人提交I-485表格或者在某些情况下，由美国雇主提交I-140申请或者由美国公民或合法永久居民的配偶提交I-130申请来证明。因此，将进行AOS的TN身份持有人通常需要避免在确定进行AOS的意图之后离开美国，直到提交AOS文件后几个月后获得AOS预先批准的旅行许可。此外，TN身份持有人如果最近没有续签TN身份，并且在提交I-485表格后其TN身份的入境期限将在相对短的时间内到期，可能会受到特别影响，并且在TN授权期限到期后直到提交文件并获得AOS就业授权文件工作许可证的几个月内需要停止工作 